# کریشتوف دآک
کریشتوف دآک ((به مجاری: Kristóf Deák)؛ زادهٔ ۷ ژوئن ۱۹۸۲) یک کارگردان فیلم، فیلم‌نامه‌نویس و تدوین‌گر اهل مجارستان است. از آثار او می‌توان به آواز (۲۰۱۶) اشاره کرد که در هشتاد و نهمین دوره جوایز اسکار برنده جایزه اسکار بهترین فیلم کوتاه شده است.